# Посвящается Стелле
«Посвящается Стелле» (итал. Dedicato a una stella, дословный перевод — «посвящённый звезде», «посвящение звезде») — кинодрама 1976 года совместного производства Италии и Японии.
Для итальянского режиссёра Луиджи Коцци это был уже не первый фильм, но именно картина Dedicato a una stella принесла ему первый международный успех. Фильм стал первым крупным успехом и для итальянской актрисы Памелы Виллорези, сыгравшей в фильме главную женскую роль. В своё время фильм занимал в Италии первое место по кассовым сборам.

## Сюжет
Молодая взбалмошная экстравагантная девушка Стелла Глиссет приезжает в Бретань на поиски своего отца, который давным-давно оставил их семью. Неожиданно она теряет сознание и попадает в больницу. Проведённое обследование показывает, что у неё лейкемия. Врачи не хотят объявлять этот диагноз самой Стелле, тогда она придумывает, что человек, который сидит в коридоре — её отец. Ричарду Ласки, англичанину с забинтованной рукой, который ждал своей очереди, сообщают, что его дочь больна и жить ей осталось не более трёх месяцев. Ричард — опустившийся композитор, озлобленный и на всех обиженный, у него нет работы и он уже сам не верит в себя; он совершенно не готов к тому, чтобы быть единственным посвящённым в тайну, о которой не знает даже та, кого эта тайна касается в первую очередь, поэтому злится и пытается избавиться от общества Стеллы, однако постепенно между ними завязываются дружеские отношения, перерастающие со временем в нечто большее. Ей удаётся пробудить в Ричарде жажду творчества, возродить его талант, убедить его продолжить заниматься музыкой хотя бы ради неё. Их чувствам, однако, несмотря на всю свою мощь, не дано победить её смертельную болезнь. Жизнелюбивая Стелла постепенно угасает, Ричард же, вырвавшись с её помощью из плена озлобленности и угрюмости, пишет концерт для фортепьяно с оркестром, звуки которого станут для неё последними звуками музыки…

## Музыка фильма
Важным инструментом воздействия этого фильма на зрителя является музыка итальянского композитора Стельвио Чиприани (род. 1937). Он получил классическое музыкальное образование в Италии, учился искусству джазовой музыки в США у Дейва Брубека, затем писал музыку для итальянской эстрады и остросюжетных приключенческих фильмов. Для фильма «Посвящается Стелле» им была придумала лёгкая («прогулочная») мелодия, которой начинается фильм и которая развивается по ходу развития сюжета. Постепенно эта мелодия перерастает в мощный концерт, которым заканчивается фильм и который становится реквиемом по Стелле.
Саундтрек был издан на лейбле Cinevox в 1976 году (LP) и переиздан в 2010 (Audio CD, Quartet Records). Вокал — Нора Орланди.

## Луиджи Коцци о фильме
Луиджи Коцци, главный режиссёр и один из авторов сценария, на вопрос французского журналиста Кристофа Лемоннье, почему героиню в этом фильме зовут Стелла (то есть «звезда») — так же, как и во многих других фильмах, которые Коцци снимал или к которым он написал сценарии («Столкновение звёзд», «Заражение», «Акула-монстр»), — ответил, что ему просто очень нравится это имя, что это замечательное имя для девушки, что он любит звёзды, а имя Стелла с ними связано.
Фильм «Посвящается Стелле», по признанию Луиджи Коцци, помог ему за короткий период времени набраться опыта для съёмок будущего фантастического фильма: в 1979 году вышел фильм «Столкновение звёзд» (Starcrash), имевший большой успех во всём мире.

## Локальные названия
Названия, под которыми фильм выходил в прокат в разных странах, существенно отличались:
- Dedicato a una stella («Посвящение звезде») — в Италии (оригинальное название),
- Passion violente («Неистовая страсть») — во Франции,
- Stella (название может быть переведено и как «Стелла», и как «Звезда»),
- Take All of Me («Возьми всё») — в США,
- Tears («Слёзы»),
- The Last Concert («Последний концерт») — в Японии.

В СССР фильм вышел в прокат в начале 1980-х годов под названием «Посвящается Стелле», в середине 1980-х фильм показывался в кинотеатрах повторного фильма.

## В ролях
- Ричард Джонсон — Ричард Ласки (Richard Lasky) (для советского проката озвучил Михаил Волков)
- Памела Виллорези — Стелла (Stella) (для советского проката озвучила Елена Соловей)
- Мария Антониетта Белуцци[итал.] — Симона (Simone)
- Francesco D’Adda — врач
- Mauro Curi — брат Стеллы
- Lucia D’Elia
- Giorgio Gargiullo — врач
- Leonardo Della Giovanna — врач
- Daniela Lattaiolli — дочь Симоны
- Риккардо Куччиолла — отец Стеллы